# Borsigwalde

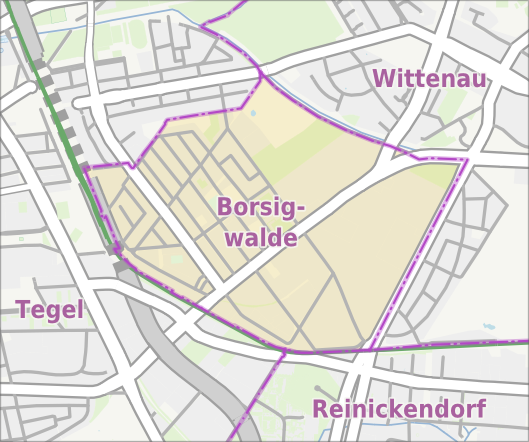
Mappa del quartiere

Borsigwalde è un quartiere della città tedesca di Berlino. È compreso nel distretto di Reinickendorf.